# Carlos Barbero
Carlos Barbero Cuesta (ur. 29 kwietnia 1991 w Burgos) – hiszpański kolarz szosowy.

## Najważniejsze osiągnięcia
2013
- 1. miejsce na 2. etapie Ronde de l'Isard
- Zwycięzca klasyfikacji młodzieżowej w Vuelta a Burgos
- 5. miejsce w Vuelta a Castilla y León
- 9. miejsce w Volta ao Alentejo

2014
- 1. miejsce w Volta ao Alentejo
  - Zwycięzca klasyfikacji punktowej
- 1. miejsce w Circuito de Getxo
- 3. miejsce w Mistrzostwach Hiszpanii (start wspólny)
- 3. miejsce w Vuelta a La Rioja
- 10. miejsce w Tour du Loir et Cher
- 10. miejsce w Ronde de l'Oise

2015
- 1. miejsce na 2. etapie Vuelta a la Comunidad de Madrid
- 1. miejsce w Philadelphia International Championship
- 1. miejsce na 1. i 4. etapie Tour de Beauce
- 1. miejsce na 1. etapie Vuelta a Burgos
- 2. miejsce w Mistrzostwach Hiszpanii (start wspólny)
- 3. miejsce w Circuito de Getxo
- 4. miejsce w Vuelta a La Rioja

2016
- 3. miejsce w Vuelta Ciclista a La Rioja
- 3. miejsce w Coppa Sabatini - Gran Premio citta di Peccioli
- 4. miejsce w Coppa Bernocchi - G.P. BPM
- 6. miejsce w Klasika Primavera de Amorebieta
- 6. miejsce w Grand Prix Cycliste la Marseillaise
- 7. miejsce w Mistrzostwach Hiszpanii (start wspólny)
- 8. miejsce w Tour de Vendée

2018
- 2. miejsce w Vuelta a Castilla y León
  - 1. miejsce na 1. etapie

## Rankingi
| Rok              | 2012 | 2013 | 2014 | 2015 | 2016 | 2017 | 2018 | 2019 | 2020 | 2021 | 2022 |
| ---------------- | ---- | ---- | ---- | ---- | ---- | ---- | ---- | ---- | ---- | ---- | ---- |
| UCI World Tour   |      |      |      |      | -    | 255. | 342. |      |      |      |      |
| World Ranking    |      |      |      |      | 190. | 124. | 132. | 223. | 300. | 906. | 858. |
| UCI Europe Tour  | 844. | 201. | 35.  | 41.  | 64.  | 38.  | 27.  | 188. | 248. | 694. | 642. |
| UCI Asia Tour    | -    | -    | 280. | -    | -    | 440. | -    |      |      |      |      |
| UCI America Tour | -    | -    | -    | 45.  | -    | -    | -    |      |      |      |      |
|                  |      |      |      |      |      |      |      |      |      |      |      |
| Źródło: UCI      |      |      |      |      |      |      |      |      |      |      |      |